# マリの音楽

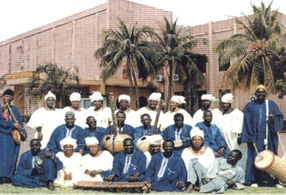
アンサンブル・インストルメンタル・ナショナル・デュ・マリ、2008年。

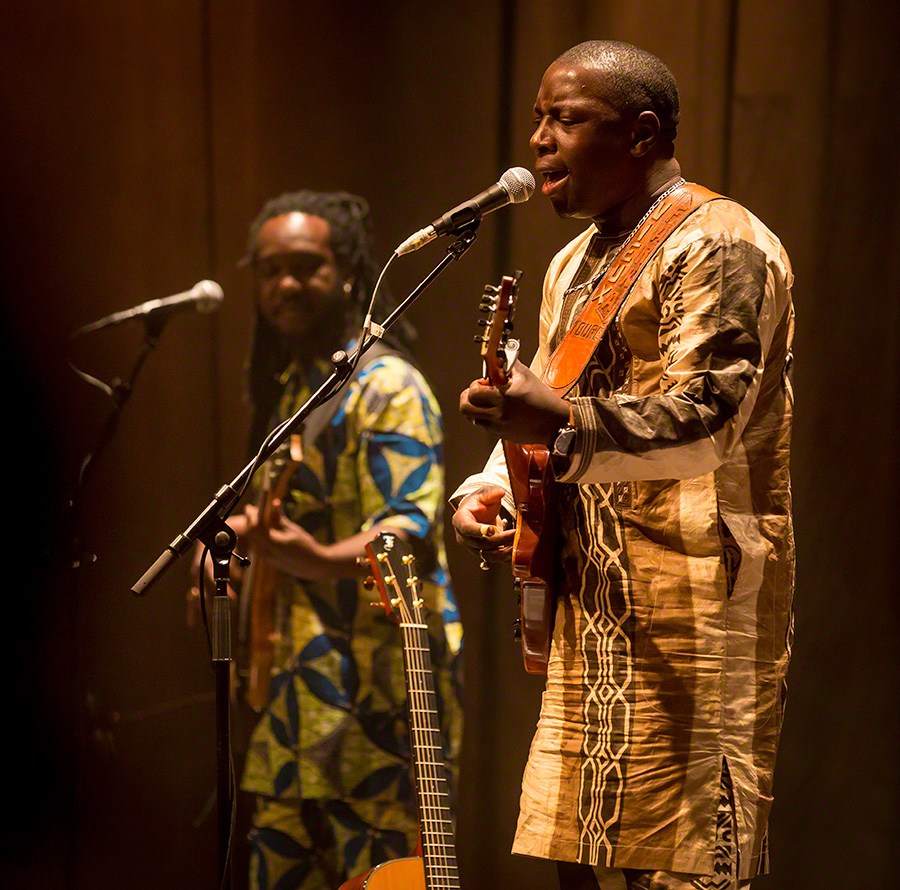
Vieux Farka Touré (右) と Valery Asouan は、マリ出身の 2 人の国際的に有名なミュージシャン。写真は2016年オスロでのコンサート。

マリの音楽（マリのおんがく、Music of Mali）は、ほとんどのアフリカ諸国と同様に、民族的に多様だが、1つの影響が優勢だと言える。マンディンカの古代マリ帝国のもの（1230年頃から1600年頃）。マンデ族 (バンバラ族、マンディンカ族、マリンケ族、またはマニンカ族、ソニンケ族) が国の人口の50%を占め、その他の民族グループにはフラ族 (17%)、グル語話者12%、ソンガイ族(6%)、トゥアレグ族、ムーア族 (10%) と、ヨーロッパ人を含む別の5%。マリは8つの地域に分かれている。ガオ州、カイ州、クリコロ州、モプティ州、 セグー州、シカソ州、トンブクトゥ州、バマコ（首都） (1991年に8番目の地域、キダル州が作成された)。
高貴な生まれであるが、アルビノのため一族からほぼ追放され、過酷な人生を生きてきたマリ人であるサリフ・ケイタは、伝統的な服装とスタイルを採用して、マンデに基づくアフロ・ポップを世界にもたらした。しかし、彼は自分自身を表現するために歌うのであって、伝統的なジェリーや賛美歌としてではないと言う。コラ奏者のシディキ・ジャバテとトゥマニ・ジャバテも、故ソンガイ/フラギタリストのアリ・ファルカ・トゥーレとその後継者であるアフェル・ボクムとヴュー・ファルカ・トゥーレ、トゥアレグ・バンドのティナリウェン、デュオのアマドゥ・エ・マリアムとウム・サンガレと同様に、国際的な名声を獲得している。モリ・カンテは、テクノの影響を受けたマンデ音楽でメインストリームで大きな成功を収めた。
国際的には、マリのポピュラー音楽は男性アーティストで知られているが、いくつかの例外がある。マリの著名な歌手兼ギタリストであるファトゥマタ・ディアワラは、2つのグラミー賞にノミネートされている。国内では、少なくとも 1980年代以降、カンディア・コヤーテなどの女性歌手を、ラジオやテレビ、市場、街角の屋台などでよく見かける。ファンは、歌詞の道徳的な性質、伝統を体現しているという認識、およびファッションのトレンドセッターとしての役割のために、彼女らをフォローしている。

## 国民的音楽
マリの国歌は「Le Mali」である。 モディボ・ケイタ大統領の下での独立後、オーケストラは国が後援し、政府は当時の7つの地域すべてに地域オーケストラを作成した。 1962年から、オーケストラはバマコで開催された毎年恒例の「Semaines Nationale de la Jeunesse」（「National Youth Weeks」）に参加した。ケイタは、1968 年にムーサ・トラオレ将軍が組織したクーデターによって追放された。
ケイタの芸術への支援はほとんど中止されたが、1970年から「ジュネス国立芸術文化ビエンナーレ」と改称された「ジュネス国立セメインズ」フェスティバルが2年ごとに開催された。この時代の著名で影響力のあるバンドには、最初のエレクトリック・ダンス・バンドであるオーケストラ・ナショナルA と、全国の40人の伝統的なミュージシャンで構成されるアンサンブル・インストゥルメンタル・ナショナル・デュ・マリが含まれ、現在も活動を続けている。
マリの第2代大統領ムサ・トラオレはキューバ音楽を思いとどまらせ、マリの伝統音楽を支持した。毎年恒例の芸術祭は隔年で開催され、ビエンナーレとして知られていた。1980年代の終わりに、マリ政府に対する国民の支持は低下し、賛美歌による現状維持とその政治指導者への支持は時代遅れになった。民族音楽学者のライアン・スキナーは、現代のマリにおける音楽と政治の関係について研究を行っている。 

## 伝統音楽
マリンケ族、ソニンケ・サラコレ族、デュラ族、バンバラ族がマリ文化の中核を形成しているが、マリ帝国の地域は現在のマリのはるか北にまで広がっており、トゥアレグ族とマウレ族は大部分が遊牧民の砂漠文化を続けている。東のソンガイ、ボゾ、ドゴンの人々が優勢である一方、以前は遊牧民であった牛飼いであるフラニ族は、全国各地に定住し、現在では西アフリカの大部分と同様に村や都市に住んでいる。
歴史的な民族間の関係は、ニジェール川と国の広大なサバンナによって促進された。バンバラ族、マリンケ族、サラコレ族、ドゴン族、ソンガイ族は伝統的に農民であり、フラ族、マウル族、トゥアレグ族は遊牧民であり、ボゾ族は漁師である。近年、民族グループが多様で非伝統的な収入源を求めるにつれて、この関係は大きく変化している。

### 賛美歌手
マリの文学の伝統は主に口頭であり、歴史や記憶からの物語を暗唱したり歌ったりするジャリスによって媒介される。  マリで最も有名な歴史家であるアマドゥ・ハンパテ・バは、人生の大半を自分自身のフラ教師の口頭伝承の記録に費やしただけでなく、バンバラやその他のマンデの近隣住民の伝承を記録することに費やした。  ジェリウ (sing. jeli, fem. jelimusow, French griot ) はプロの音楽家や雄弁家のカーストであり、ホロン階級の高貴な後援者や職人と同じカースト (nyamakala) の一部によって後援されている。
彼らは家系図や家族の出来事を語り、守護者の先祖の功績を称賛し、守護者自身を称賛し、家名の名誉を守るために道徳的に行動するように勧める。また、紛争調停者としての役割も果たす。彼らの地位は非常に尊敬されており、カースト制度により貴族に匹敵することは許されていないため、特権的な情報で常連客から信頼されることがよくある。ジェリ階級は同性婚であるため、クヤテ、カミソコ、シソコ、ソウマノ、ディアバテ、コネなど、特定の姓はジェリウのみが保持している。
彼らのレパートリーには、音楽を称賛する「ランバン」が最も古いかもしれない。いくつかの古代の歌が含まれている。他の歌は古代の王や英雄、特にスンジャータ・ケイタ(「スンジャータ」) とチュチュ・ジャラ (「ツット・ジャラ」) を讃える。歌詞は台本によるリフレイン (ドンキリ) と即興セクションで構成されている。即興の歌詞は祖先を称賛し、通常は姓に基づいています。各姓には、その古代の所有者を称えるために使用される形容詞があり、歌手は最近の家族や現在も生きている家族を称賛する。ことわざは、伝統的な歌のもう1つの主要な構成要素である。
これらは通常、完全なダンスバンドを伴う。マニンカ・ジェリ・アンサンブルの一般的な楽器は次のとおり。 
- コラ（21～24弦のリュート～ハープ、弾き方やブリッジの構造で分類）
- バラフォン（小さなひょうたんの共鳴器を備えたスラット木琴）
- ンゴリ (4〜7弦リュート)
- ドゥヌンバ（片方の肩に大きなマレット・ドラムをぶら下げ、湾曲したスティックで演奏し、反対側の手でベルを演奏する)
- ンタマン（砂時計型のトーキング・ドラムまたはテンション・ドラム、大小のバリエーションが存在する）
- タバレ（長くて細い柔軟なスティックで演奏される背の高いコンガ型のドラム）

### マンデ音楽
マンディンカ、マニンカ、バマナを含むマンデ族は、伝統的な民俗音楽や、ジェリウ(sing. jeli, French griot ) と呼ばれるプロのパフォーマーと並んで、活気に満ちたポピュラー音楽シーンを生み出してきた。マンデ帝国を建国した戦士スンジャタ・ケイタ。マンデ語は、マリとその周辺のブルキナファソ、コートジボワール、ギニアビサウ、ギニア、セネガル、ガンビアの一部で異なる方言で話されている。

#### 楽器
コラは最も人気のある伝統楽器である。ハープとリュートの両方に似ており、21～25本の弦を持つことができる。コラの演奏には2つのスタイルが存在する。西部のスタイルは主にセネガルとガンビアで見られ、マリとギニア全体で声が支配的である東部の伝統よりもリズミカルに複雑である。ンゴニ (リュート) とバラフォン (シロフォン) も一般的である。
マンデ打楽器には、タマ、ジャンベ、ドゥヌン・ドラムが含まれる。 Jeli Lamine Soumano ジェリ・ラミネ・ソーマロは次のように述べている。「バラを学びたければ、ギニアかマリに行きなさい。コラを学びたいなら、ガンビアかマリに行ってください。 ンゴニを学びたければ、マリに行けばいいのです。」各地域では、関連するフォームのルーツがマリにあることを認識しながら、専門の楽器を開発してきた。

#### ジャンベ
伝統的なジャンベアンサンブルは、最も一般的にはマニンカとマラカによるものと考えられている。基本的には、1人の小さなドゥヌン(またはコンコニ) と1人のジャンベ・ソリストで構成されている。その後、ジェリ・ドゥヌンバ (kassonke dununとも呼ばれ、物理的な楽器ではなく演奏スタイルに由来する名前) とンタマニ (スモールトーキングドラム）。カソンケ、ジョカラメ、カカロ、ボーボー、ジョウラ、スースーなどを含む多くの民族グループは、ジャンベとの歴史的なつながりを持っている。
ほとんどのボーカリストは、日常のマンデ文化では女性である。これは、多くの伝統的な祝賀会が結婚式や洗礼を中心に展開され、主に女性が出席するという事実によるものである。いくつかの男性と女性の歌手は世界的に有名である。かつては女性が特定の楽器を演奏することはまれであったが、21世紀には女性の範囲が広がった。

#### バマナ
バマナ語を話す人々はマリ中部に住んでおり、この言語はマリで最も一般的です。音楽はシンプルで装飾がなく、ペンタトニックである。伝統的なバマナ音楽は、フィレ (半分のひょうたんのハンド ドラム)、ギタ (ヒョウタンのボウルに種子やカウリーの殻を付けて回転させると音が出る)、カリニェン(金属製のスクレーパー)、ボンコロドラム (片手と細い竹で演奏する) に基づいている。スティック）、クナンファ（牛革の頭を持つ大きなボウルドラム、開いた手で演奏、バラまたはチュンも）、ガンガン（マレットで打たれた小さなドゥヌン、ジャンベアンサンブルで演奏されるコンコニまたはケンケニと本質的に同じ）などが使われる。
バマナの旋律楽器は、通常、ペンタトニック構造を中心に構築されている。スラット・イディオフォン・バラ、6 弦のドソン・ンゴニ (ハンターのリュート・ハープ)、およびその人気のあるバージョンである 6-12 弦のカメル・ンゴニ、ソク (ソンガイから採用されたひょうたん/トカゲの皮/馬の毛のバイオリン、ソク)文字通り「馬の尻尾」を意味する）、現代のギターはすべてバマナのレパートリーで一般的に見られる楽器である。バマナ文化は、セグー、シカソ、ワッサロウ地方、マリのケイズ地方との国境に近いセネガル東部に集中している。
有名なバマナのパフォーマーには、マリ初の女性ミュージシャン、ファンタ・ダンバが含まれる。バマコのような都市のダンバと他のバマナ（およびマニンカ）のミュージシャンは、バジュロウと呼ばれるギター音楽のスタイルで全国的に知られている。 バマナ・ジャンベ ("djembe" はマニンカ語のフランス語近似であり、正しい英語の発音近似: jenbe) は、1990年代半ばから世界中で人気を博している。マリ出身のバマナ族の伝統楽器だと言われているが、これは誤りで、この楽器はバマナ族が採用したマニンカ/マラカ楽器である。

#### マンディンカ
マンディンカはマリ、ガンビア、セネガルに住んでおり、彼らの音楽は隣人、特にセネガン地域で最大の民族グループであるウォロフ族とジョラ族の影響を受けている。コラは最も人気のある楽器です。

#### マニンカ
マニンカ音楽は、3 つのマンデ文化の中で最も複雑です。それは非常に装飾的でヘプタトニックであり、女性のボーカリストとダンス指向のリズムが支配的。ンゴニ・リュートは、最も人気のある伝統的な楽器である。最も有名なマニンカのミュージシャンのほとんどはギニア東部出身で、バラフォン演奏 (伝統的な木琴) を輸入楽器に適応させたタイプのギター音楽を演奏する。
マニンカ音楽の伝説は、マンサ スンジャタの時代まで8世紀以上さかのぼる。マリ帝国の時代、スス族の偉大な魔術師であり支配者であるソマオロ・カンテ・マンサと半神話的なライバル関係にあったスンジャタは、ライバルの秘密を学ぶためにジェリのディアコウマ・ドゥアを送った。彼は、ソマオロの力の源である魔法のバラフォン、「ソソバラ」を見つけた。ソマオロがディアコウマ・ドゥアがバラで演奏するのを聞いたとき、彼は彼をバラ・ファセケ・クワテ (バラのマスター) と名付けた。ソーソー・バラは、現在のマリとの国境を越えたギニアのニアガソラで、コヤーテ系統の子孫と共に今も休息している。

## トゥアレグ音楽
ティナリウェンは、1982年から活動を開始したトゥアレグ族の最初のエレクトリック・バンドであると考えられている。  2005年7月Live8コンサートのエデンプロジェクトステージに出演。

## フラ音楽
フラはドラム、ホドゥ( xalamと同じ、バンジョーに似た皮で覆われた撥弦楽器) とリティまたはリーティ(声楽に加えて1弦の弓楽器) を使用する。「ザガリート」またはうなり声は、舌を横に素早く動かし、鋭く高い音を出すことによって形成される声楽の一般的な形式。
マンサ・スンジャタは一部のフラニ族を、支配的な民族グループがまにんかまたはバマナであるさまざまな地域に定住させた。したがって、今日、フラの文化的特徴を示しながらフラの名前 (ディアロ、ディアカイト、サンガレ、シディベ) を持つ多くの人々がいるが、マニンカまたはバマナの言語しか話せない。

## ソンガイ音楽
ソンガイは民族的または言語的なグループではなく、その歴史をソンガイ帝国にまでさかのぼり、ニジェール川中流の大きな曲がり角に生息している。アリ・ファルカ・トゥーレの息子であるヴュー・ファルカ・トゥーレは、南アフリカで開催された2010 FIFAワールドカップで、世界中で推定10億人の視聴者の前でプレーした後、人気を博した。 彼の音楽は、西アフリカの歌とアフリカ系アメリカ人のブルース・ギターとの親和性を探求しているため、「サハラのヘンドリックス」とも呼ばれている 。

## 20世紀のポピュラー音楽

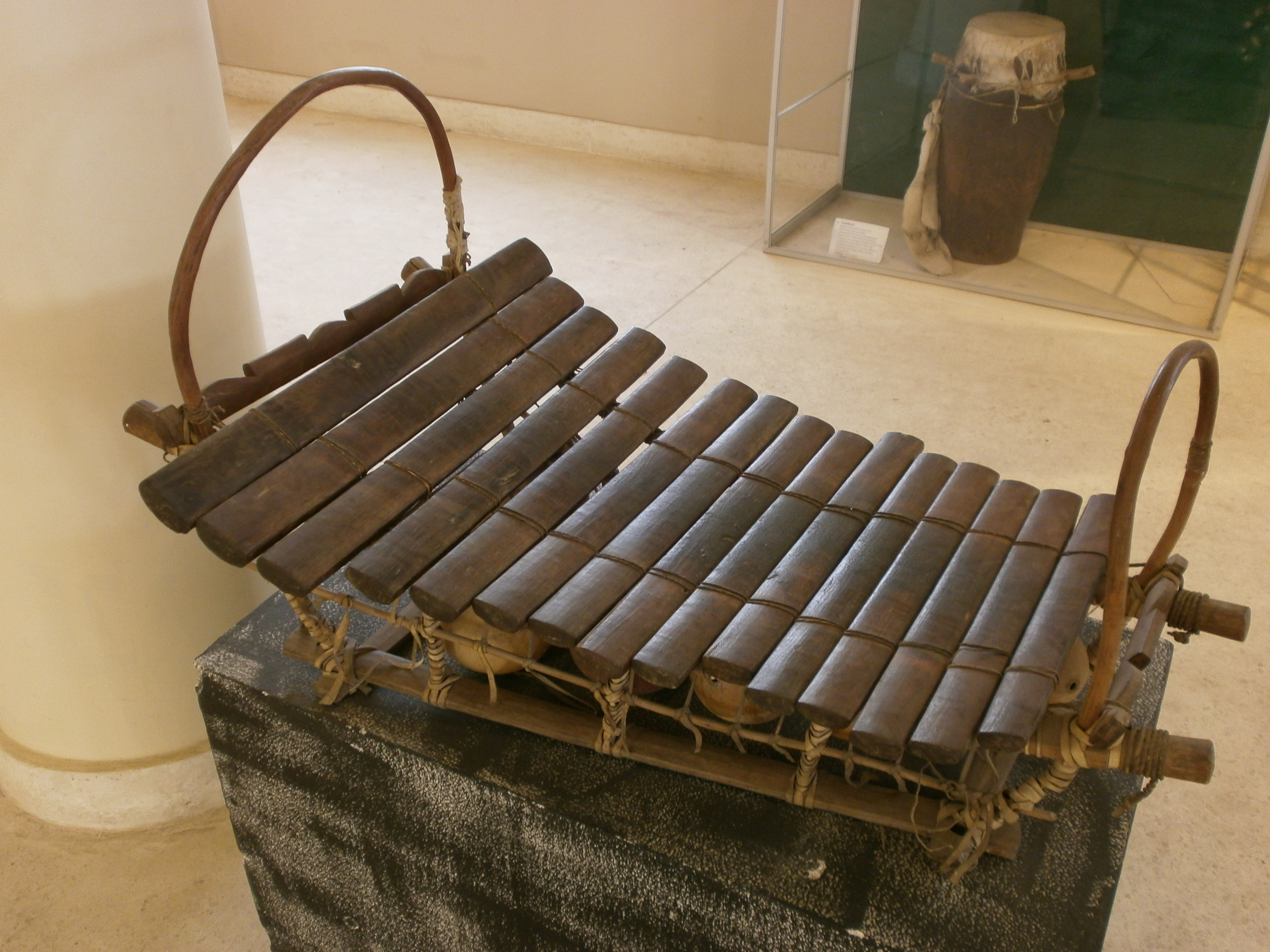
バワシロフォン。

第二次世界大戦後、アフリカ、アメリカ、イギリスの兵士が混ざり合った結果、ギターはアフリカ全土で一般的になった。ダンス・バンドはマリで人気があり、特にブレイマ・ケイタとアフロ・ジャズ・ド・セグー、レイル・バンド、パイオニア・ジャズが率いるキタのオーケストラの町で人気があった。輸入されたダンス、特にルンバ、ワルツ、アルゼンチン由来のタンゴが人気であった。しかし、1960年代までに、キューバ音楽の影響が高まり始めた。1960年の独立後、マリ人はラジオ、テレビ、録音で文化的表現の新たな機会を見出した。キューバ音楽は1960年代を通じてマリで人気があり、今日でも人気がある。
ムーサ・トラオレのルーツ・リバイバルの一環として、古いダンス・バンドが新しい名前で再編成された。特に影響力のあるバンドには、将来のスターであるサリフ・ケイタとモリ・カンテのキャリアをスタートさせたティディアン・コネのレイル・バンド・デュ・ビュッフェ・オテル・ド・ラ・ガール、スーパー・ビトン・ド・セグーが含まれる。バジョロウも人気を博し、ファンタ・サッコのファンタ・サッコ、最初のバジョロウLPが初である。ファンタ・サッコの成功は、マリで一貫して人気を博している将来のジェリムソウ・スターの舞台を整えた。女性歌手がメインストリームに受け入れられることは、西アフリカでは珍しいことであり、マリの音楽をユニークなものとして特徴付けている。 1975年、ファンタ・ダンバはヨーロッパをツアーした最初のジェリムソとなり、マリ全土でバジュロウが主流になり続けた。
すべてのバンドがトラオレのルーツ・リバイバルに参加したわけではない。レ・アンバサドュール・デュ・モーテルは1971年に結成され、セネガル、キューバ、フランスから輸入されたポピュラー・ソングを演奏している。レ・アンバサドュールとレイル・バンドは、この国で最大の2つのバンドであり、激しい競争が繰り広げられた。おそらく当時最も人気のある歌手だったサリフ・ケイタは、1972年にレ・アンバサドュールに加入した。これに続いて、両方のバンドがキバル（識字）プログラムの一環として演奏する主要なコンサートが行われた。聴衆は熱狂的な興奮と一体感に包まれ、コンサートは1970年代のマリ音楽の決定的な瞬間の1つとして今でも記憶されている。
70年代半ばには、キューバ音楽を演奏するバンドであるナショナル・バデマが結成され、すぐにカッセ・マディ・ディアバテが加わり、マニンカの賛美歌をキューバスタイルの音楽に取り入れる動きを主導した。

### エクソダス
レイル・バンドとレ・アンバサドュールは、マリの経済情勢が悪化したため、1970年代の終わりにアビジャンに向けて出発した。そこで、アンバサダーズは、彼らの最も人気のある曲「Mandjou」をフィーチャーしたアルバム、 『Mandjou』を録音した。この曲は、サリフ・ケイタをソロスターにするのに役立った。当時の最大のミュージシャンの多くも、アビジャン、ダカール、パリ（サリフ・ケイタ、モリ・カンテ）、ロンドン、ニューヨーク、またはシカゴに移住した。彼らの録音は広く入手可能であり、これらの亡命者はマンデ音楽に国際的な注目を集めるのに役立つことになった。

### 1980年代
レ・アンバサドュールとレイル・バンドは、さまざまな名前で録音と演奏を続けた。1982年、レ・アンバサドュールのカンテ・マンフィラとレコーディングを行っていたサリフ・ケイタがバンドを脱退し、イブラヒマ・シラとフランス人キーボーディストのジャン=フィリップ・リキエルと共に、影響力のあるフュージョン・アルバム『ソロ』をレコーディングした。このアルバムはマリのポップに革命をもたらし、キューバの痕跡をすべて取り除き、ロックとポップの影響を取り入れた。 10 年代半ばまでに、パリはマンデ・ダンス・ミュージックの新しい首都になった。モリ・カンテは、テクノの影響を受けたマンデ音楽、「Yeke Yeke」のヒットでメインストリームの大きな成功を収め、いくつかのヨーロッパのチャートで1位のヒットとなった。
1980年代半ばに、別のルーツ・リバイバルが始まった。ギニアの歌手でありコラ奏者であるジャリ・ムサ・ジャワラの1983年のヤシミカがこの傾向を開始したと言われ、カンテ・マンフィラとカッセ・マディから一連のアコースティック・リリースが続いた.アリ・ファルカ・トゥーレもこの時期に国際的な人気を博した。彼の音楽は、ジェリーの伝統にとらわれず、アメリカン・ブルースに似ている。

### ワッスル
バマコの南にあるワッスルの地域は、ワッスルとも呼ばれる新しいダンス ミュージックの中心となった。ワッスーロウは、少なくとも70年代半ばから開発を続けていた。 ジェリウがそこの音楽シーンで大きな役割を果たしたことはなく、音楽はより民主的であった。
ワッスーロウの現代的な形式は、ハンターの歌とソゴニンクン(精巧な仮面舞踏会の一種) を組み合わせたものであり、音楽は主に、1950 年代後半にアラータ・ブルレイ・シディビによって発明されたカマレンゴニハープに基づいている。ほとんどの歌手は女性である。ウム・サンガレは最初の主要なワッスル・スターで あった。彼女は1989年に『Moussoulou』がリリースされ、マリ国内でも国際的にも一躍有名になった。マリ南西部のワスル地方。ソクは伝統的なワッスーロウのシングル・ストリング・フィドルで、ソンガ・ディアラカまたはニャルカに対応し、ボーカル・メロディーを2倍にする。
1990年代以降、マリの人気歌手の大半は依然としてジェリムソウだが、ワッスルの人気は高まり続けている。ワッスルの音楽は若者の間で特に人気がある。西側の聴衆は、ウム・サンガレのようなワッスルのパフォーマーを、一夫多妻制や見合い結婚などの慣行を批判するフェミニストとして分類しているが、マリでは、ジェンダー役割の現状を支持しないメッセージが微妙に表現され、あいまいであるため、その観点から見られない。これにより、さまざまな解釈を受け入れ、マリ社会からの直接的な非難を避けることができる。

### 2012年のクーデターがマリの音楽に与えた影響
2012年8月、マリのクーデターの直接的な結果として、音楽はMUJAOによって非合法化された。 北部のほとんどのミュージシャンは、推定 500,000 人の仲間のマリ人と一緒に国を逃れた。  MUJAOのスポークスマンであるオサマ・ウイド・アブデル・カダーからの発表では、「私たちはサタンの音楽を望んでない。その代わりに、コーランの詩がある。シャリアはこれを要求している。」 イスラム教は、音楽と絡み合ったマリ社会の基本的な部分です。 「非イスラーム」とみなされた音楽は、マリの宗教生活の中心にあり、おそらく国家と宗教のアイデンティティを結びつけてきた。 音楽は、マリ社会における社交と結束の効果的な手段となっている。マリのイスラム人口の大半を占める伝統的なマリカイト・スンニ派イスラム教とは相容れない、アンサル・ダインによるサラフィスト教義の押し付けのため。マリの教義は、マリ人の道徳、宗教、日常生活に疑問を投げかけた。マリでのサラフィー主義のより急進的な形態は、2012年5月5日にアンサールディンがトンブクトゥのイスラム聖人の墓を攻撃したときに見られた。イスラム主義者は、マリのミュージシャンに音楽の禁止を暴力的に施行し始めた。有名なトゥアレグ族のギタリストであるアーメド・アグ・カエディは、もう一度ギターを弾いたら指を失うという脅迫を受けた。イスラム主義者はさらに、彼のギター、マイク、アンプにガソリンをまき散らし、火をつけて破壊した。 
紛争の結果、マリのアーティストは、ジュリアン・カサブランカスやイギー・ポップから認められたソンホイ・ブルースなどのアーティストとともに、その音楽シーンに広く注目されるようになった。クーデターの直接の結果としてバンドは亡命しなければならなかったが、彼らは音楽を作り続けた。バンドは、絶賛されたアルバム『Résistance』に収録された曲「Sahara」でイギー・ポップとコラボレーションした。彼らのアルバム『Optimisme』に収録されている曲「Barre」は、「Youth！」などの楽観的な歌詞を提供している。ソンホイ・ブルースのギタリスト、アリオウ・トウレは、このトラックは変化とそれがマリでどのように実装されなければならないかについてのものであり、古い世代は新しい世代にスペースを与えなければならないと述べた。 ソンホイ・ブルースは、バンドの目標はマリ文化を音楽の形で広め、平和と団結を促進することであると断言した。
絶賛されたギタリスト、アリ・ファルカ・トゥーレの息子であるヴュー・ファルカ・トゥーレは、北マリについて次のように述べている。「家にいても、ラジオやテレビのスイッチを入れることはできません。」 マリのギタリスト、アナンシー・キッセのアルバム『Anoura』は、2021年のワールド・ミュージック・チャートで2021年5月に1位になりました。このアルバムには、貧困、正義の行動、マリの悲惨な政治状況に関する間接的な解説などの問題が含まれている。アナンシーの音楽は、「ンゴニ」や「ひょうたん」などの伝統的な楽器を使用してマリの文化を取り入れている。2018年、彼と彼のバンドが武装ギャングによって捕らえられ、楽器が破壊されたとき、シセは故郷のティムブクトゥのディレで開催されたピースフェスティバルで演奏する予定であった。  2012年の余波は現代のマリ音楽にも見られ、音楽家たちはマリの芸術的自由と平和と団結の促進を目指している。ヴュー・ファルカ・トゥーレは、「音楽がなければ、マリは存在しなくなるだろう」と語ったと伝えられている。マリのミュージシャンは、迫害や暴力に直面しても音楽を作り続けている。マリは伝統的に、特に「デザート・ブルース」のギタリスト、アリ・ファルカ・トゥーレによる音楽のルーツで知られている。 2012年以降、マリの音楽禁止は、西側の主流音楽への露出によってマリの音楽を間接的に促進した。